# Buste de Costanza Bonarelli
Pour les articles homonymes, voir Bonarelli.
Le Buste de Costanza Bonarelli est une œuvre du sculpteur italien Gian Lorenzo Bernini, dit Le Bernin, exécutée entre 1636 et 1638. Le portrait, en marbre (72 cm de hauteur), est conservé au Musée National du Bargello de Florence. Le buste provient de la Galerie des Offices, où il était exposé depuis 1645 dans le premier couloir, à côté du buste de Brutus, réalisé par Michel-Ange.

## Histoire
Ce buste est probablement une œuvre « privée » du Bernin, c'est-à-dire réalisée pour lui-même et non pour un client. Il représente la femme qui pendant un certain temps fut son amante. Le fait que le buste du portrait soit resté longtemps dans la maison du sculpteur pose également la question de la nature privée de l'œuvre.
Costanza Bonarelli est la fille d'un garçon d'écurie et l'épouse de Matteo Bonarelli ou Bonucelli, sculpteur et élève du Bernin. Selon des études récentes, elle proviendrait d'une famille liée à la branche Piccolomini de Viterbe. Femme à l'esprit entrepreneurial, elle aide son mari dans la boutique, s'occupe des ventes et des clients. Selon la biographie écrite par Domenico Bernini, fils de Gian Lorenzo, Costanza fut l'amante de son père et un document anonyme affirme que le frère du sculpteur, Luigi, est également sorti avec elle. Un matin que Le Bernin fait mine de se rendre à la campagne, il se rend dans le quartier de San Pietro, dans lequel il travaille et où Costanza réside. En arrivant, il voit son frère sortir de sa maison, accompagné de Costanza, les cheveux « en désordre ». Jaloux, Gian Lorenzo suit son frère, le bat à coup de planche de fer et lui casse deux côtes. Luigi est finalement sauvé par des passants qui freinent la colère de Gian Lorenzo. L'artiste ordonne à son serviteur de frapper Costanza en guise de punition. En conséquence, le domestique est exilé, Luigi part pour Bologne et le Bernin, grâce à l'intervention directe du pape Urbain VIII (demandé par la mère du Bernin), n'a qu'une amende à payer.
Le buste arrive à Florence en 1645, probablement comme cadeau au cardinal Giancarlo de' Medici.

## Description et style
Il représente Costanza telle qu'elle serait apparue dans l'intimité quotidienne, les cheveux négligés et sa chemise ouverte sur sa poitrine : le regard est fier, légèrement surpris, et les lèvres charnues montrent la bouche ouverte.